# Balkasjmeer
Het Balkasjmeer (Kazachs: Балқаш көлі; Balqaş köli, Russisch: озеро Балхаш; Balchasjmeer) is een meer in het oosten van Kazachstan en het grootste meer dat geheel in dat land is gelegen (het grotere Aralmeer wordt gedeeld met Oezbekistan). De oppervlakte bedraagt 16.996 km². Het meer heeft een maximum diepte van 26 meter met een gemiddelde van zes meter. Het stroomgebied meet circa 413.000 km² en ligt gedeeltelijk in China. Het westelijke deel van het meer bestaat uit zoet water, de oostkant is zout. Het schiereiland Sarymsek scheidt de beide gedeelten. Het meer wordt gevoed door de rivier de Ili, die via een omvangrijke delta in het meer uitmondt. Alleen de zuidelijkste arm van deze visrijke delta levert permanent water aan. Een kleinere waterleverancier is de Qaratal (Қаратал). Het meer is endoreïsch, dat wil zeggen: het heeft geen afvoer.
Evenals het Aralmeer wordt het Balkasjmeer kleiner en zouter, waarvan de voornaamste hoofdoorzaak het intensieve watergebruik (energiewinning, landbouw) uit de aanleverende rivieren is. Het meer is bovendien sterk vervuild.